# علی آراسته
علی آراسته (زادهٔ ۱۳۴۰) سرتیپ ارتش جمهوری اسلامی ایران است، که هم‌اکنون در قرارگاه مرکزی خاتم‌الانبیا فعالیت می‌کند. وی در فاصله سال‌های ۱۳۸۹ تا ۱۳۹۵ معاون هماهنگ‌کننده و رئیس ستاد نیروی زمینی ارتش بود و از ۱۳۹۵ تا ۱۴۰۲ معاونت آماد و پشتیبانی ارتش جمهوری اسلامی ایران را برعهده داشت.

## زندگی‌نامه
در سال ۱۳۴۰ در شهر هیدج از توابع استان زنجان زاده شد. او پس از طی دوران تحصیلی در سال ۱۳۵۸ موفق به اخذ مدرک دیپلم شد و از اول انقلاب تا مهر ماه سال ۵۹ در کمیته انقلاب اسلامی مشغول فعالیت بود. آراسته داماد حجت‌الاسلام عبدالکریم عسگری است.
وی در تاریخ ۵۹/۷/۱۶ با مدرک دیپلم تجربی به دانشگاه افسری نیروی زمینی راه یافت و پس از طی دوره چهار ساله دانشگاه افسری به دوره مقدماتی پیاده در شیراز اعزام و بلافاصله پس از طی دوره کوتاه مقدماتی در تاریخ ۶۳/۱/۳ همزمان با اجرای عملیات خیبر در جزایر مجنون در لشکر ۲۱ پیاده آذربایجان فعالیت رزمی را با شغل فرمانده گروهان پیاده آغاز نمود. وی در این مدت ضمن اعزام به دوره‌های عرضی، دوره دافوس و دانشگاه عالی دفاع ملی را نیز طی گذراند. او در طول سال‌های فعالیت خود، در تمامی مشاغل فرماندهی از جمله فرمانده گروهان، جانشین گردان،فرمانده گردان پیاده،فرماندهی گردان دانشجویی، فرماندهی تیپ، معاون لشکر، فرمانده لشکر، جانشین قرارگاه عملیاتی، فرمانده قرارگاه عملیاتی جنوب شرق کشور، مدیر عملیات در معاونت عملیات آجا،معاون هماهنگ کننده نزاجا و معاونت اماد اجا معاون عملیات نزاجا ایفای نقش کرده‌است.